# Napoleon (film, 2023)
Napoleon je epické historické filmové drama režiséra a producenta Ridley Scotta z roku 2023.

## Výroba
Scénář filmu napsal David Scarpa (Den, kdy se zastavila země, Všechny prachy světa) společně s režisérem a producentem filmu Ridley Scottem. Realizace filmu byla oznámena v roce 2020 studiem 20th Century Fox, v roce 2021 do projektu vstoupila společnost Apple. S ohledem na pandemii covidu-19 došlo k řadě průtahů, které vyvrcholily mimo jiné přeobsazením některých rolí. Reálie byly konzultovány s historikem Michaelem Broersem z Oxfordské univerzity. Scott měl také k dispozici scénář Stanleye Kubricka k nerealizovanému filmu o Napoleonovi.

## Příběh
Příběh sleduje Napoleonovu cestu k moci, ale odhaluje také slabé stránky vojevůdcova charakteru, zejména žárlivost a neschopnost udržet si manželství s císařovnou Josefínou. Scénář filmu byl inspirován příběhem Wolfganga Amadea Mozarta a zobrazením ve Formanově filmu. Úvod filmu představuje smyšlenou scénu, kdy Napoleon schovaný v davu pozoruje popravu královny Marie Antoinetty. Napoleon je následně pověřen vyřešit klíčovou situaci při obléhání Toulonu. V roce 1795 po smrti Maximiliena Robespierrea potlačuje povstání a nastoluje cestu teroru a úspěšného tažení s cílem ovládnutí Evropy. V epických bitevních scénách jsou zobrazeny klíčové bitvy (Slavkov, Waterloo), vítězné tažení do Egypta a Sýrie, zdrcující invaze do Ruska i následné vyhnanství na ostrově Svaté Heleny.

## Recepce

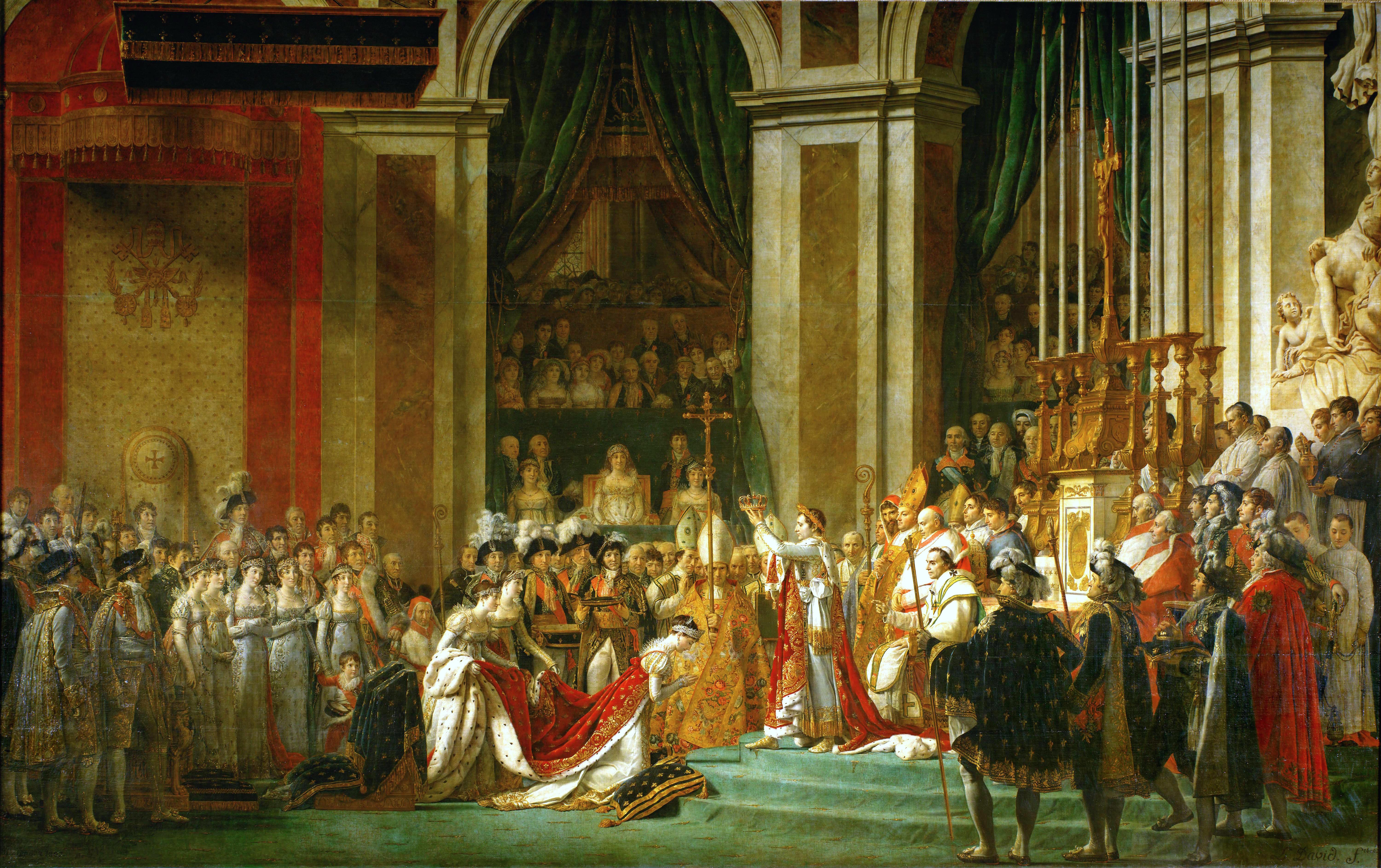
Scéna korunovace ve filmu je inspirována obrazem Jacquese-Louise Davida

Kritici hodnotili pozitivně demytizující zobrazení Napoleona jako „kompetentního vojevůdce, ale nekompetentního milence a manžela.“ Snímku byly často vyčítány historické nepřesnosti, jako je zobrazení bitvy u Slavkova v mrazivém, sibiřském klimatu, ostřelování pyramid nebo účast na popravě Marie Antoinetty. 

## Štáb

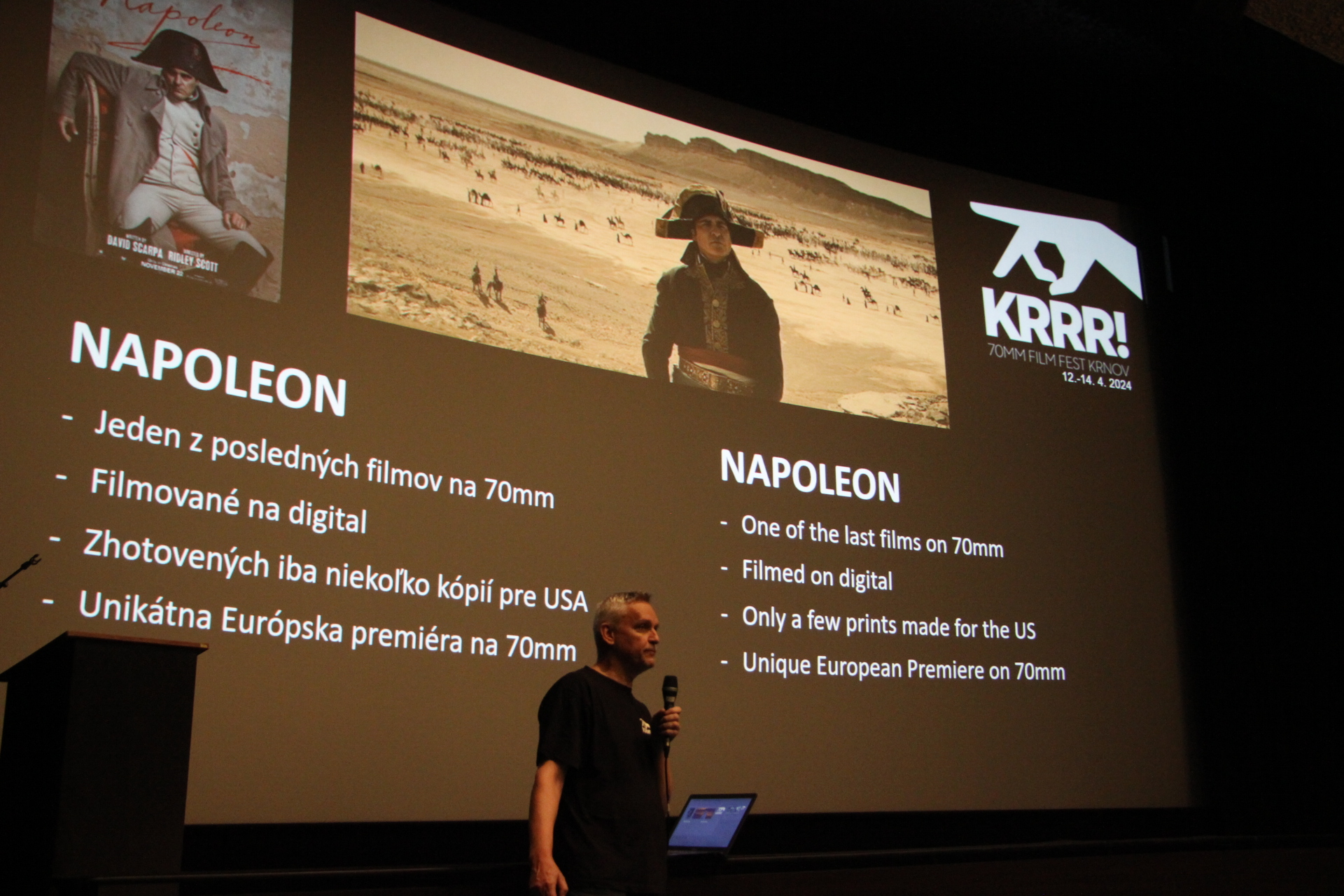
Uvedení filmu na festivalu 70mm filmů v Krnově

- Režie, produkce: Ridley Scott
- Scénář: David Scarpa
- Kamera: Dariusz Wolski
- Hudba: Martin Phipps
- Střih: Claire Simpson

## Obsazení
| Joaquin Phoenix  | Napoleon Bonaparte                        |
| Vanessa Kirby    | Joséphine de Beauharnais                  |
| Tahar Rahim      | Paul de Barras                            |
| Ludivine Sagnier | Thérésa Cabarrus                          |
| Rupert Everett   | Arthur Wellesley, 1. vévoda z Wellingtonu |

## Zajímavosti
- Snímek byl přepsán pro britskou distribuci na 70mm filmové kopie, pro neúspěch však byl brzy z uvedení ve speciálních kinech stažen. 70mm kopie filmu byla promítána na festivalu 70mm filmů v Krnově v roce 2024.[5]